# Bańka spekulacyjna
Bańka spekulacyjna (ang. speculative bubble) – samonapędzający się proces niezrównoważonego wzrostu lub spadku cen dóbr na rynku. Często związany z „nadaktywnością rynkową”, która ma charakter przejściowy. Po okresie stosunkowo szybkiego wzrostu cen dóbr następuje gwałtowny ich spadek, często nazywany „pęknięciem bańki” (krachem), co najczęściej związane jest z radykalnym spadkiem wartości zasobów wielu inwestorów.
Bańka spekulacyjna określana jest też jako: „bańka cenowa”, „bąbel spekulacyjny”, „balon spekulacyjny”, „mania spekulacyjna”, „szaleństwo spekulacyjne”, „gorączka spekulacyjna” itp.
Pojawienie się faz boomu i krachu związane jest ze znanym w teorii systemów mechanizmem dodatniego sprzężenia zwrotnego (tzw. efektem kuli śnieżnej), który w przeciwieństwie do ujemnego sprzężenia zwrotnego, stabilizującego wartość na pewnym poziomie (czyli utrzymującego stabilny stan równowagi), powoduje gwałtowny wzrost (lub spadek) tej wartości.

## Charakterystyka
Bańka cenowa jest definiowana przez Charlesa Kindlebergera jako „gwałtowny i ciągły wzrost cen aktywów, który kreuje oczekiwania dalszego ich wzrostu, przyciągając tym samym nowych inwestorów, zainteresowanych zyskami kapitałowymi.” Z powyższego wynika, że bańka cenowa jest samonapędzającym się mechanizmem, w którym wzrost cen nie jest uzasadniony czynnikami ekonomiczno-finansowymi, a psychologicznymi, np. ciągle rosnącymi oczekiwaniami. W podobny sposób bańkę cenową określa Peter Garber, opisując ją jako „pewien zakres zmian cen aktywów, który nie jest możliwy do wyjaśnienia w oparciu o czynniki fundamentalne dla danej kategorii aktywów”.
Bańka cenowa występuje wtedy, gdy gwałtowna zmiana cen aktywów poza poziom ich wartości fundamentalnej (pęcznienie, pompowanie, nadmuchiwanie bańki) kończy się równie gwałtowną korektą cen (pęknięcie bańki). Bańka cenowa występuje wtedy, gdy obydwa warunki następują jeden po drugim.
Historia zna wiele przykładów baniek spekulacyjnych, wśród nich spekulację cebulkami tulipanów w Holandii w latach 1636–1637 (tzw. Tulipomania) czy słynne bańki giełdowe, w tym przegrzanie koniunktury przed Wielkim Kryzysem.
Miejscem częstego formowania się baniek są giełdy papierów wartościowych.
Inwestorzy widząc nagły trend wzrostowy cen kupują akcje w celu uzyskania szybkiego zysku. Dzieje się to przy podgrzanej atmosferze i dużym medialnym szumie rozpalającym wyobrażenia o potencjalnych zyskach. Inwestorzy zachowują się w sposób stadny, skupując walory i nie zważając na brak uzasadnienia ceny w dotychczasowych wynikach finansowych.
Okres trwania baniek spekulacyjnych zazwyczaj nie jest długi. Gdy rozpoczyna się spadek cen akcji, inwestorzy wyprzedają wcześniej nabyte papiery. Następuje wówczas głębokie załamanie rynku i poważne straty wielu akcjonariuszy oraz okres niskich cen. Istnieje zestawienie grup kryteriów pozwalających na wczesną identyfikację bańki spekulacyjnej.
Samo określenie „bańka” pojawiło się w kontekście kryzysu finansowego powstałego w latach 1711–1720 w wyniku spekulacyjnej gry na wzrost cen akcji Kompanii Mórz Południowych (British South Sea Bubble). Pierwotnie odnosił się do procesu zawyżania kursu akcji, a nie do samego kryzysu firm, jaki nastąpił po załamaniu się kursu akcji. Wiele innych procesów szybkiego wzrostu cen nazywanych jest dalej „manią”. Chyba najbardziej znana jest wspomniana Tulipomania, gdzie przedmiotem gry były cebulki tulipanów. Tulipany stały się wtedy narzędziem uprawiania hazardu: nie kupowano ich już dla doznań estetycznych i zademonstrowania swojej pozycji, ale dla spodziewanego zysku. W nadziei na ogromne zyski ludzie sprzedawali swój dobytek, a niektórzy zaciągali duże kredyty, byle tylko wziąć udział w tej grze. Wtedy też zaczęto zawierać kontrakty terminowe na sadzonki tulipanów i nimi handlować. Handlowi tego typu sprzyjała ustawa przyjęta w listopadzie 1636 przez holenderski parlament, która zezwalała na zawieranie takich kontraktów bez fizycznej dostawy (tzw. futures). W ten sposób usankcjonowano hazard umożliwiający czysty zakład o przyszłą cenę cebulek tulipanów. Metafora „manii” jest zatem całkowicie uzasadniona – ceny akcji były zawyżone i kruche, rosły bez żadnego realnego powodu i były stale zagrożone gwałtownymi spadkami.
Wielkie bańki spekulacyjne:
| Lata                                | Nazwa bańki (lub firma, której wartością spekulowano) |
| ----------------------------------- | ----------------------------------------------------- |
| Szczytowy okres w latach: 1636–1637 | Tulipomania                                           |
| 1720                                | Kompania Mórz Południowych (ang. South Sea Bubble)    |
| 1720                                | Kompania Missisipi                                    |
| 1846                                | Mania kolejowa (ang. Railway Mania)                   |
| 1986–1989                           | Bańka spekulacyjna w Japonii                          |
| 1995–2001                           | Bańka internetowa (ang. dot-com bubble)               |
| 2000–2009                           | Bańka kredytów hipotecznych w USA                     |
| 2009–2022                           | Bańka kryptowalut                                     |

## Bańka a hossa
Często trudno jest odróżnić bańkę od prawidłowego i pożądanego wzrostu ceny danego aktywu. Istotą różnicy jest to, że stan bańki jest tymczasowy i nietrwały. Pęknięcie bańki spekulacyjnej jest powrotem do normalnego stanu wartości aktywu, podczas gdy prawidłowy wzrost gospodarczy zmienia jego wartość w sposób fundamentalny.
Przedstawiciele austriackiej szkoły ekonomii twierdzą, że wszystkie okresy hossy po 1971 (tzn. po wypowiedzeniu przez USA układu z Bretton Woods i standardu złota w USA) były w istocie bańkami spekulacyjnymi napędzanymi zbyt tanim kredytem.
Teoria monetaryzmu głosi, że wzrost gospodarczy może zarówno być bańką, jak i nią nie być. Aby zapobiegać bańkom, prowadzi się tzw. politykę antycykliczną, której realizacją w Polsce było tzw. schładzanie gospodarki przez Leszka Balcerowicza.
Istnieje nieudowodniona hipoteza, że bańkę spekulacyjną można odróżnić od zdrowej hossy dzięki analizie technicznej. Zwykły trend wzrostowy miałby być mianowicie linią prostą na logarytmicznej skali cen, podczas gdy bańka w fazie wzrostu ma na takim wykresie kształt paraboli.